# ای. جی. گودبالت
ای. جی. گودبالت (انگلیسی: A. J. Godbolt؛ زادهٔ ۷ مارس ۱۹۸۴) بازیکن فوتبال اهل ایالات متحده آمریکا است.
از باشگاه‌هایی که در آن بازی کرده‌است می‌توان به باشگاه فوتبال اسپورتینگ کانزاس‌سیتی اشاره کرد.